# Calgary
Calgary är en stad belägen i den södra delen av provinsen Alberta i Kanada. Calgary är Albertas folkrikaste stad; själva staden Calgary har 1 096 833 invånare, tätorten har 1 095 404 invånare, medan storstadsområdet har 1 214 839 invånare. Calgary är även den tredje största staden invånarmässigt i Kanada – eller den fjärde efter Vancouver, beroende på hur man räknar.
Staden ligger vid västra kanten av Kanadensiska prärierna cirka 100 km öster om Kanadensiska Klippiga bergen. Här möts floderna Bow River och Elbow River.
En invånare i Calgary kallas för calgarian.
Calgary är ett välkänt resmål för vintersport och ekoturism med ett flertal stora och välbesökta berg i närheten av staden.

## Historia

### Första bosättarna
Innan européer bosatte sig i området kring Calgary beboddes det av svartfotsindianerna, som man tror hade bott i området i cirka 11.000 år. År 1787 tillbringade kartografen David Thompson en vinter tillsammans med ett par peiganer, och deras läger låg längs med Bow River.

### Industrierna växer fram
Året 1875 etablerade Kanadas ridande polis en station på platsen som i början betecknades som Fort Brisebois. Orten fick namnet Calgary under det följande året efter en stad på den skotska ön Isle of Mull. Efter ett fredsavtal med flera klaner av ursprungsbefolkningen året 1877 blev orten ett centrum för nötkreatursskötsel. Minnet till denna tid hölls upprätt med rodeofestivalen Calgary Stampede. Calgary fick 1883 järnvägsanslut till landets östra delar och 1886 till Vancouver. Sedan 1884 betecknas Calgary officiellt som stad och ett decennium senare blev orten klassificerad som storstad (city).
Året 1914 hittades i Turner Valley i närheten naturgas och under 1940-talet även petroleum. I samband med dessa upptäckter etablerade sig en omfattande petroleumindustri i Calgary.

## Sport
Calgary var arrangörsort för olympiska vinterspelen 1988. Calgary har ett berömt proffslag i ishockey, Calgary Flames som spelar i NHL. Man har även ett lag i CFL för kanadensisk fotboll, Calgary Stampeders. Calgary arrangerade även juniorvärldsmästerskapen i ishockey 2012 (tillsammans med Edmonton), där det svenska juniorlandslaget vann.

## Trafik
Calgary / Springbank Airport och Calgary International Airport ligger nära staden. 